# Carpina
Carpina este un oraș în Pernambuco (PE), Brazilia.